# 小澤寅吉
小澤 寅吉（こざわ とらきち、天保元年（1830年） - 明治24年（1891年））は、武士（水戸藩士）、剣術家（北辰一刀流、新田宮流）、政治家。諱は政方。
江戸時代末期に水戸藩校・弘道館の剣術方教授を務め、廃藩後、自邸に東武館道場を開き剣術を指導した。

## 生涯
水戸藩士・小澤多久衛門篤行の子として水戸田見小路（現北見町）に出生。水戸藩に仕えた千葉周作の下で剣術の修行を積んだという。その後水戸藩校・弘道館の剣術方教授を務め、藤田東湖ら水戸学学者と親交を持った。嘉永4年（1851年）弘道館における74試合に及ぶ剣術試合では、無念流の菊池剛蔵と対戦した。
廃藩後、日本伝統の士風の衰頽を憂い、明治7年（1874年）1月1日、自邸に道場「東武館」を開く。北辰一刀流剣術、新田宮流抜刀術を指南し、門下から内藤高治、門奈正らを輩出した。
政治家としては茨城県会議員を2期務めた。
平成17年（2005年）、全日本剣道連盟の剣道殿堂に顕彰された。